# Guillaume Nicloux

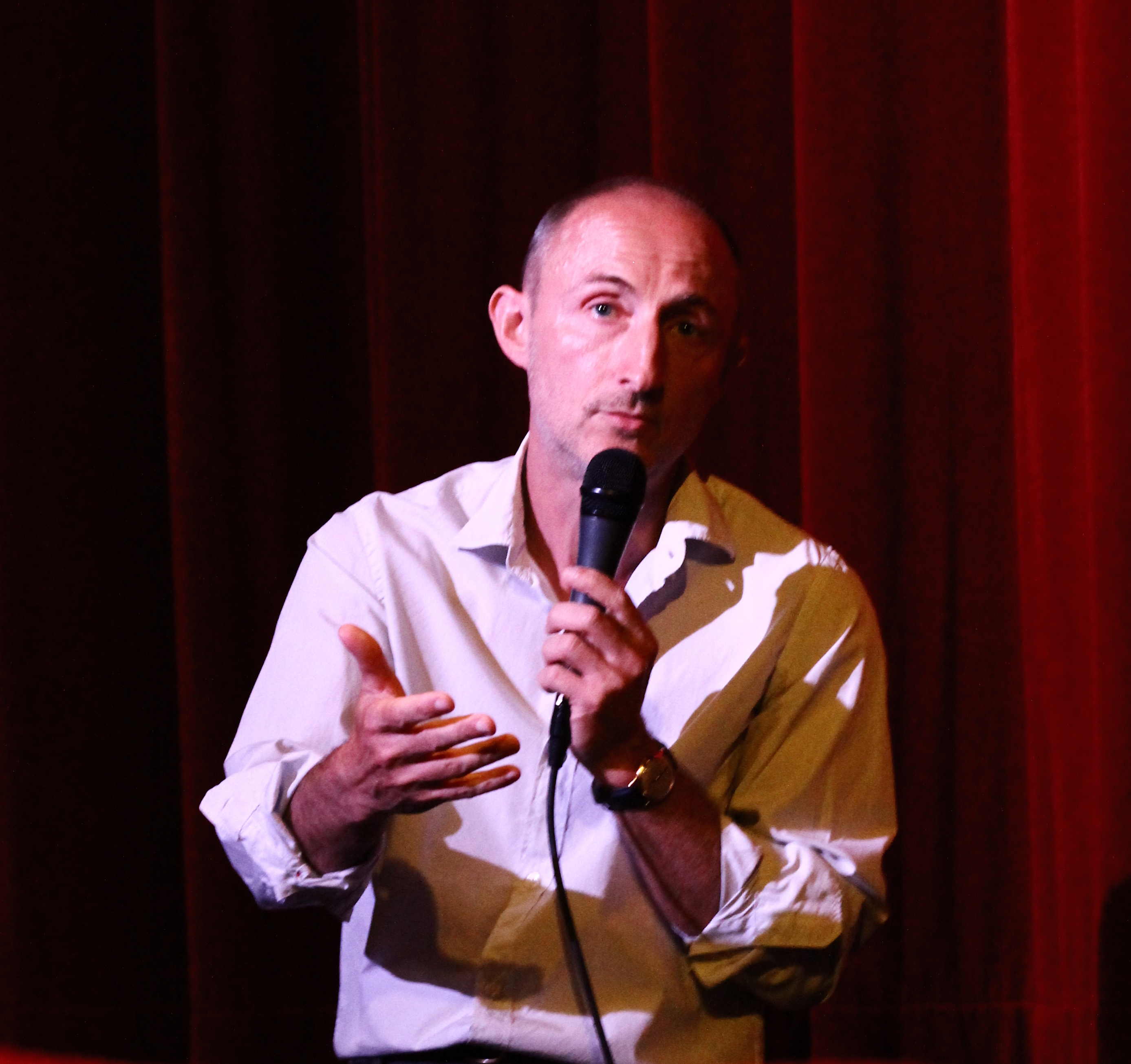
Guillaume Nicloux (2014)

Guillaume Nicloux (* 3. August 1966 in Melun, Département Seine-et-Marne) ist ein französischer Filmregisseur, Drehbuchautor und Schriftsteller.

## Leben
Guillaume Nicloux arbeitete zunächst am Theater. Nach dem Kurzfilm L’orage drehte er 1988 mit La piste aux étoiles seinen ersten Spielfilm.
Seine Diderot-Adaption Die Nonne mit Pauline Étienne und Isabelle Huppert in den Hauptrollen erhielt 2013 eine Einladung in den Wettbewerb der 63. Berlinale.
Nicloux unterrichtete zehn Jahre lang an der renommierten Pariser Filmhochschule La fémis. Er arbeitet auch als Schriftsteller, in Frankreich hat er bereits mehrere Romane veröffentlicht.

## Filmografie (Auswahl)
- 1987: L’orage, Kurzfilm; Regie
- 1988: La piste aux étoiles, Kurzfilm; Regie
- 1991: Die fliegenden Kinder (Les enfants volants); Drehbuch, Regie
- 2000: Drogenszenen (Scénarios sur la drogue) (Episode: Lucie); Regie
- 2002: Eine ganz private Affäre (Une affaire privée); Drehbuch, Regie
- 2003: Im Schatten der Wälder (Cette femme-là); Drehbuch, Regie, Schauspieler
- 2007: La clef; Drehbuch, Regie
- 2009: Serie in Schwarz (Suite Noire; Fernsehreihe, 1 Folge)
- 2010: Holiday; Drehbuch, Regie
- 2013: Die Nonne (La religieuse); Drehbuch, Regie
- 2013: Zwischen den Wellen (En solitaire); Schauspieler
- 2014: Die Entführung des Michel Houellebecq (L’enlèvement de Michel Houellebecq); Drehbuch, Regie
- 2015: Valley of Love – Tal der Liebe (Valley of Love); Drehbuch, Regie
- 2016: The End; Drehbuch, Regie
- 2018: To the Ends of the World (Les confins du monde); Drehbuch, Regie
- 2019: Thalasso; Drehbuch, Regie
- 2024: Dans la peau de Blanche Houellebecq, Regie